# Norman Morrison
Norman Morrison (Erie, 29 de diciembre de 1933-2 de noviembre de 1965) fue un cuáquero de Baltimore que pasó a la historia por suicidarse quemándose a lo bonzo cuando tenía 31 años en protesta contra la participación de Estados Unidos en la Guerra de Vietnam.
El 2 de noviembre de 1965, Morrison se impregnó de queroseno y se prendió fuego intencionadamente bajo la oficina del Secretario de defensa de Estados Unidos Robert McNamara en el Pentágono.
Morrison tenía en brazos a su hija Emily, por aquel entonces de un año de edad, antes de prenderse fuego le pasó la niña a alguien de la multitud que se formó a su alrededor (no sufrió ningún daño). Las razones para llevar a la niña no son del todo conocidas, sin embargo, la esposa de Morrison declaró más tarde que «lo pensase de esta forma o no, pienso que tener a Emily era un último y gran consuelo para Norman... ella fue un poderoso símbolo de los niños que estamos matando con nuestras bombas y napalm; quienes no tenían padres que les tengan en sus brazos».

## Contexto
La protesta de Morrison se encuadra en un contexto de fuertes protestas contra la guerra de Vietnam: numerosos actos de autoinmolación en los años 1960 que fueron iniciados por el monje budista Thich Quang Duc, cuya inmolación fue fotografiada por Malcolm Browne. El 11 de junio, el monje budista se quemó a sí mismo hasta la muerte en un concurrido cruce de carreteras de Saigón como protesta contra la persecución de los budistas por parte del régimen de Vietnam del sur.
Otro caso parecido sucedió el 16 de marzo de 1965, Alice Herz, una pacifista de 82 años, se inmoló en una esquina de Detroit como protesta por la escalada de violencia de la guerra de Vietnam. Un hombre y sus dos hijos que conducían por la zona y la vieron ardiendo apagaron sus llamas. Alice Herz murió diez días después debido a las quemaduras sufridas. Herz señaló que había utilizado todos los medios disponibles para protestar: marchas, manifestaciones y publicar artículos o cartas.

## Reacciones
El secretario de defensa Robert McNamara describió la muerte de Morrison como «una tragedia, no solo para su familia sino también para mí y para el país. Fue una protesta contra la matanza que estaba destruyendo las vidas de tantos jóvenes vietnamitas y estadounidenses».
En Vietnam, Morrison se convirtió rápidamente en un héroe popular, su nombre fue adaptado al vietnamita (Mo Ri Xon). Vietnam del Norte puso su nombre a una calle de Hanói, se distribuyó un sello postal en su honor. La posesión del sello fue prohibida en Estados Unidos debido al embargo comercial de dicho país a Vietnam.
Una semana después de la acción de Morrison, Roger Allen LaPorte realizó un acto similar en Nueva York, frente al edificio de Naciones Unidas.
El 9 de mayo de 1967, como parte del comienzo de las protestas, se llevó a cabo una vigilia en honor a Morrison, antes de ocupar el pentágono durante cuatro días, hasta ser dispersados y arrestados.
La viuda de Morrison y dos hijas (su hijo murió de cáncer años antes) visitaron Vietnam en 1999, encontrándose con el poeta vietnamita Tố Hữu, escritor del popular poema Emily, mi niña.
Durante su visita a Estados Unidos en 2007, el presidente de Vietnam Nguyen Minh Triet visitó el lugar donde Morrison se inmoló para luego leer el poema de Tố Hữu en honor a la memoria de Morrison.